# قبل الفوات (مسلسل)
قبل الفوات مسلسل يمني اجتماعي تم إنتاجه في عام 2011م من قبل التلفزيون اليمني، وأخرجه مجاهد سعد السريحي. وتم عرضه في رمضان 1432هـ على شاشة التلفزيون اليمني، كتب قصته عبد السلام الأكوع من فكرة سمير خليل.

## الممثلين
- عبد الكريم الأشموري بدور الحاج محسن.
- نوال عاطف بدور الجليلة أخت الحاج محسن.
- إبراهيم شرف الدين بدور مبخوت ذراع الفقيه غازي الضاربة.
- عصام القديمي بدور الفقيه غازي.
- سراب عادل بدور فاطمة أخت الحاج محسن.
- علي سبيت بدور الحاج أمين العاقل بعد وفاة سلمان.
- خالد مشوار بدور سلمان زوج الجليلة والعاقل بعد وفاة الحاج محسن.
- فؤاد الكهالي بدور محمود أخو الحاج محسن.
- سمير الجرباني بدور ناجي أخو الحاج محسن.
- عبد العزيز البعداني بدور الأستاذ إسماعيل.
- إبراهيم الزبلي بدور عصام ابن الحاج محسن.
- منال المليكي بدور الأستاذة أسماء أخت الأستاذ إسماعيل وزوجة الحاج محسن الثانية.
- أماني الذماري بدور الدكتورة هدى بنت ناجي.
- أمل إسماعيل بدور تقوى زوجة الحاج محسن الأولى.
- محمد الهتار بدور وليد ابن الحاج أمين وزوج فاطمة الأول.
- حسين حنظل بدور سعد.
- أحمد المعمري بدور الأستاذ ناصر ابن الفقيه غازي.
- مروى الذماري بدور جميلة زوجة ناجي.
- منى علي بدور صباح زوجة محمود.
- أحلام علي بدور سلوى بنت الجليلة وسلمان.
- مها الحاج بدور حليمة زوجة الفقيه غازي.
- صالح سعيد بدور ماهر ابن محمود.
- كريمة مختار بدور حورية زوجة الحاج أمين.

وغيرهم من الممثلين.

### ضيوف شرف
- علي المطري بدور الدكتور عادل.
- طارق ردمان بدور الضابط جابر زميل وليد.
- علي الذيبة بدور الأستاذ عبد الدايم.
- يحيى سيف بدور الدكتور جمال.

تتر المسلسل: